# Ortilia roberi
Ortilia roberi är en fjärilsart som beskrevs av Hall 1935. Ortilia roberi ingår i släktet Ortilia och familjen praktfjärilar. Inga underarter finns listade i Catalogue of Life.